# Накамура, Сюнсукэ (конькобежец)
 Сюнсукэ Накамура  (англ. Shunsuke Nakamura; яп. 中村駿佑; род. 1 марта 1992 года, Япония) — японский конькобежец; бронзовый призёр зимних Азиатских игр, 2-кратный чемпион и 3-кратный призёр чемпионата Японии.

## Карьера
Сюнсукэ Накамура вырос в посёлке Абира и начал кататься на коньках в возрасте 3-ти лет под руководством своего отца Такуи Накамуры, который был конькобежцем и работал тренером клуба конькобежного спорта университета Хосэй. Его братья Сёта и Хаято также были конькобежцами. Как и его братья он учился в средней неполной школе Хаякита, после которой обучался в средней школе Томакомай. 
С 2004 года Сюнсукэ участвовал в соревнованиях школ в префектуре Хоккайдо, а с 2007 года принимал участие в чемпионате Японии среди юниоров. С 2008 года участвовал на Всеяпонском чемпионате. В феврале 2010 года он выиграл Всеяпонский чемпионат среди юниоров по спринту, а в марте дебютировал на чемпионате мира среди юниоров. В 2011 году на чемпионате мира среди юниоров завоевал бронзовую медаль в командной гонке вместе с братом Сётой Накамурой.
В сезоне 2012/13 дебютировал на Кубке мира, а в декабре на зимней Универсиаде 2013 в Трентино занял 9-е место в забеге на 500 м и 12-е на 1000 м. В октябре 2014 года Сюнсукэ финишировал вторым в забеге на 1000 м на чемпионате Японии, а также стал впервые чемпионом в спринтерском многоборье. В марте 2015 года дебютировал на чемпионате мира в спринтерском многоборье в Астане, заняв 27-е место. В следующем сезоне он не показал хороших результатов на национальном первенстве.
В октябре 2016 года стал 1-м в забеге на 1000 м на чемпионате Японии, а также занял 3-е место на 500 м и в спринтерском многоборье. На чемпионате мира на отдельных дистанциях в Канныне в 2017 году в забеге на 1000 метров занял 16-е место. В феврале на зимних Азиатских играх в Саппоро завоевал бронзовую медаль в забеге на 1000 м. На чемпионате мира в спринтерском многоборье в Калгари финишировал 18-м. Летом 2017 года он тренировался в лагере на роликовых коньках. В декабре не смог пройти отбор на олимпиаду 2018 года, заняв 4-е место на дистанции 1000 м. Следующие три сезона Накамура пытался вернуться к форме, но всё было тщетно и в марте 2021 года завершил карьеру конькобежца.

## Личная жизнь
Сюнсукэ Накамура окончил Университет Хосэй на факультете делового администрирования. После университета в 2015 году был приглашён в компанию "EH Co., Ltd.", за которую выступал в конькобежном спорте. В 2021 году работал в компании "Sanwa Shutter Industry Co., Ltd", а с июля 2022 года в компании "Cubo Co., Ltd" менеджером по продажам. В его планах открыть свой бизнес, как был у его деда.